# (118945) Rikhill
(118945) Rikhill est un astéroïde de la ceinture principale.

## Description
(118945) Rikhill est un astéroïde de la ceinture principale. Il fut découvert le 29 novembre 2000 à l'observatoire Junk Bond par David Healy. Il présente une orbite caractérisée par un demi-grand axe de 3,19 UA, une excentricité de 0,05 et une inclinaison de 7,8° par rapport à l'écliptique.

## Compléments